# قشارات دواعم السن

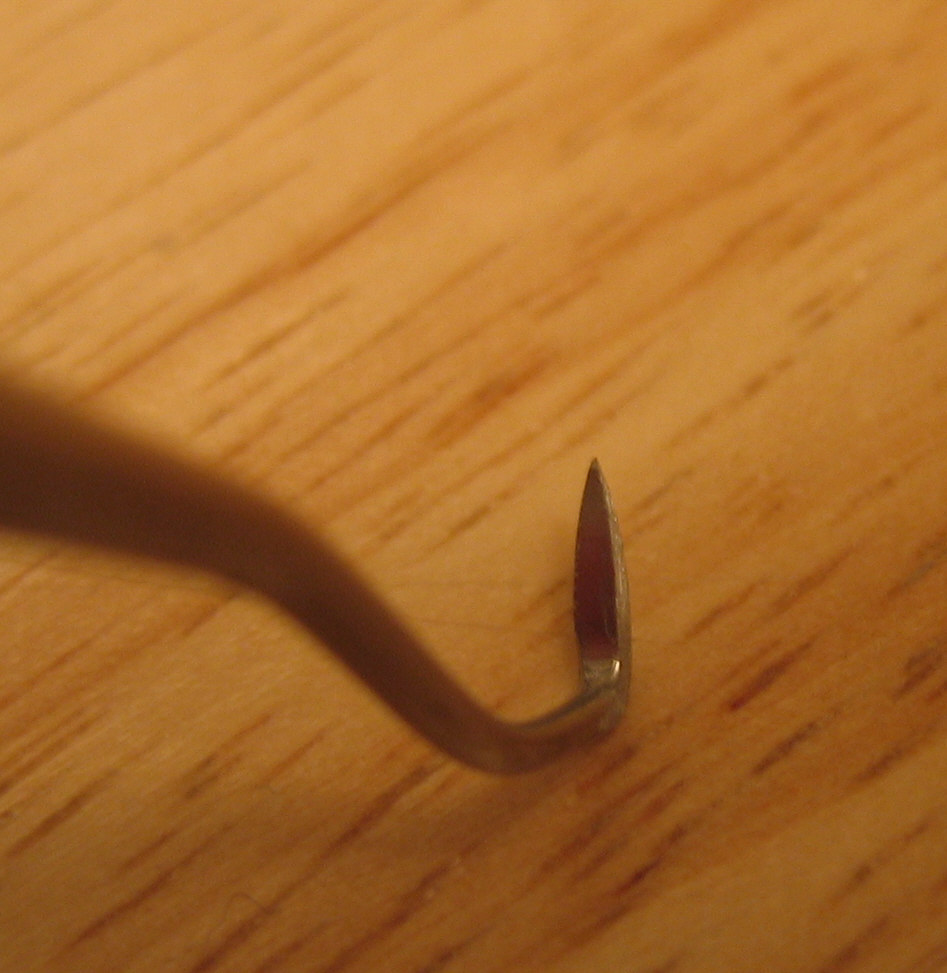
قشارة اللثة لها أطراف حادة للوصول إلى الفراغات الضيقة بين الأسنان وهي مثلثة في المقطع العرضي.

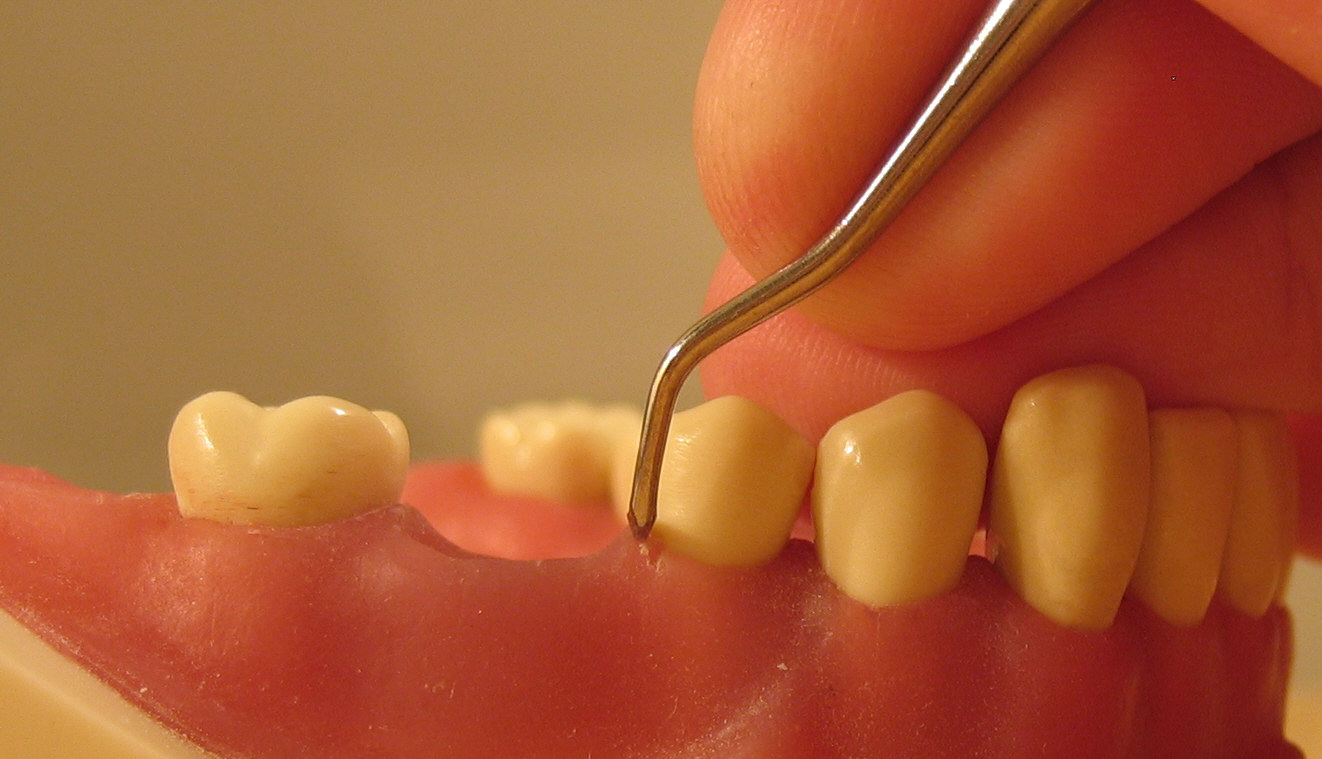
قشارة خلفية موضحة فيما يتعلق بالسن الخلفي على نموذجي.

قشارات دواعم السن هي أدوات  تستخدم في طب الأسنان  للوقاية والعناية بالأسنان (غالبًا أسنان بشرية)، بما في ذلك التقشير وكشط الجذر. وتأتي  في مجموعة متنوعة من الأشكال والأحجام، لكنها دائمًا تكون ضيقة عند الطرف، وذلك للسماح بالوصول إلى المساحات الضيقة بين الأسنان.  وهي تختلف عن المكحت اللثوي الذي يمتلك طرفًا غير حاد.

## الإستخدام
تستخدم قشارة اللثة لإزالة القلح من الأسنان. في حين أن الكحت غالبًا ما يكون شاملًا، فيمكن استخدامه في كل من عمليات إزالة جيرالأسنان فوق اللثة وتحت اللثة، يقتصر استخدام المقلحة فوق اللثة  من المحتمل أن يؤدي استخدام القشارة أسفل خط اللثة إلى إتلاف اللثة.

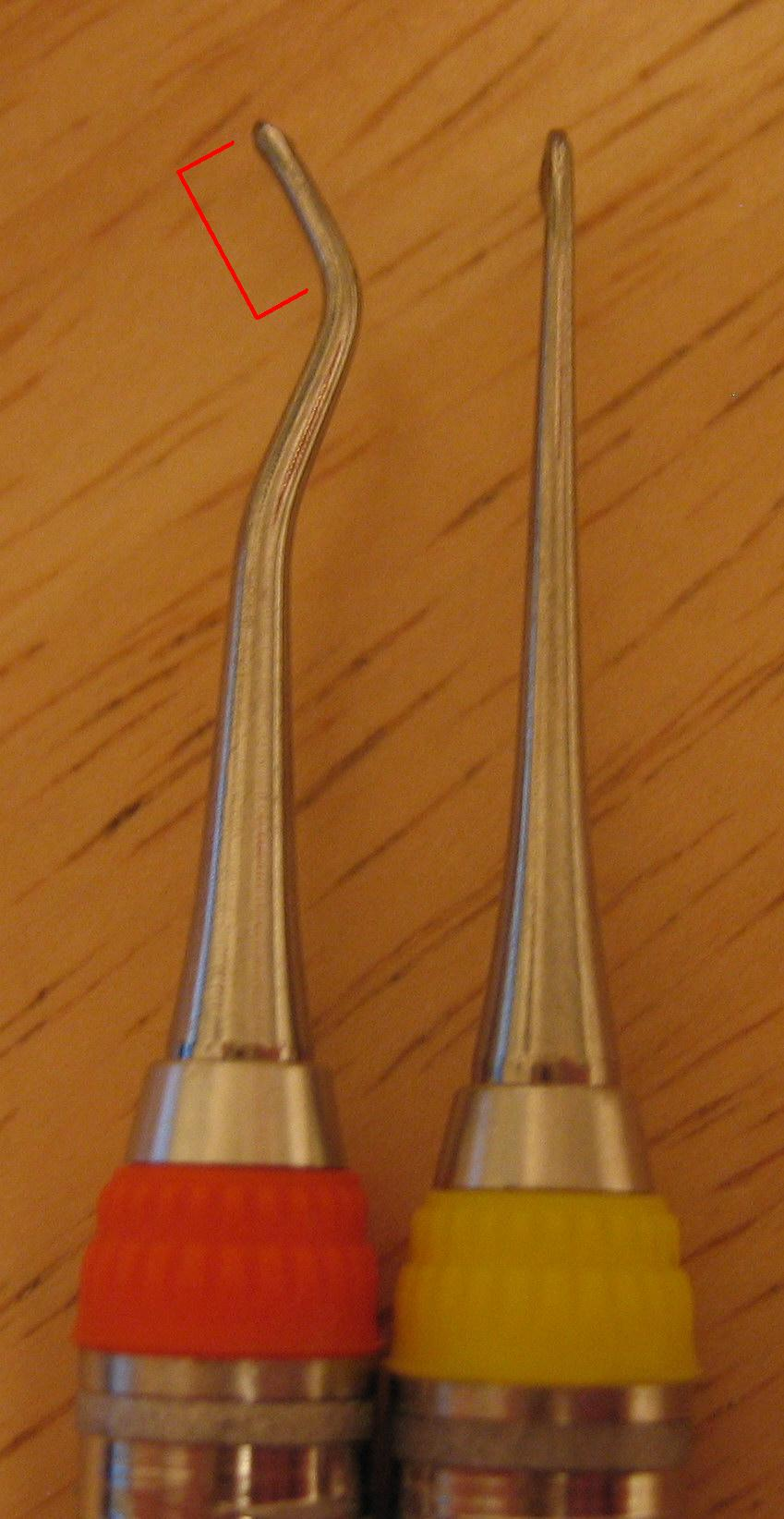
القشارة الأمامية (الحلقة الصفراء) مستقيمة ، بينما القشارة الخلفية (الحلقة البرتقالية) لها ساق طرفية مائلة (مظللة باللون الأحمر) للسماح بالوصول السهل إلى أسطح الأسنان الخلفية المقلحة لها حواف كشط على جانبي شفراتها، وبالتالي فهي مناسبة لكل من الأسطح المتوسطة والبعيدة لأي سن في المنطقة التي يتم استخدامها فيها.

وأفضل استخدام للمقشر هو عندما يكون ساقها الطرفية، أي الجزء الأخير من الساق الوظيفية الأقرب إلى طرف الأداة، مائلًا قليلاً نحو سطح السن. 

## التصميم والمواصفات
إن تركيب الأدوات اليدوية يتطور باستمرار لهذا قد يكون من الصعب العثور على الأداة المناسبة للوضع السريري الصحيح.  وبفضل التنوع الواسع في تصاميم المعدات والمواد، يتيح هذا الجهاز لأخصائي الأسنان تنفيذ علاج بالأسنان مع تخفيف الضغط وزيادة مستويات الراحة لكل من الطبيب والمريض. فيما يلي بعض العوامل التي يجب مراعاتها عند تصميم قشارات اللثة:
- التوازن عند محاذاة أطراف العمل بشكل صحيح مع المحور الطويل لمقبض الأداة، يمكن تطبيق ضغط الإصبع بشكل أكثر فعالية لتقليل إجهاد العضلات على يدي الطبيب و / أو ساعده.  [2]
- القطر تسمح المقابض ذات القطر الأكبر بإمساك الأداة بسهولة وتقلل من إجهاد عضلات أصابع الطبيب.
- الملمس يزيد ملمس مقبض الأداة من القدرة على التحكم، مثل قبضة الأصابع، ويقلل من إجهاد اليد.
- الوزن تسمح فجوة المقبض بأن تكون الأداة خفيفة الوزن وتزيد من حساسية اللمس لدى الطبيب .

مع التقنية المستمرة المتطورة للأدوات اليدوية، يتم منح أطباء الأسنان الفرصة لتنفيذ علاج الأسنان بشكل أكثر فعالية للمريض مع تحسين بيئة عملهم في وقت واحد .

## خصائص التصميم
بشكل عام، هناك حافتا قطع لكل طرف عمل: حافة القطع الخارجية (أبعد من مقبض الأداة) وحافة القطع الداخلية (أقرب إلى مقبض الأداة).  بهذه الطريقة، يمكن أن تتكيف كلا الحافتين مع الأسطح القريبة من أي سن.  عادة يكون لقشارة اللثة ظهر مدبب، لكن بعض تصميمات قشارة الأسنان الجديدة لها نهايات عمل مع ظهر مستدير أيضًا. إضافةً إلى ذلك، لديها أقسام عرضية مثلثة ؛  هذا يحد من استخدام الأدوات فوق اللثة (فوق اللثة) لمنع أي صدمات للأنسجة.
تحتوي قشارات اللثة أيضًا على أطراف مدببة وأوجه متعامدة على الساق السفلية ؛  هذا هو السبب في أنه يجب إمالة الساق الطرفية نحو السن من أجل تحديد الزاوية الصحيحة لأن حواف القطع متساوية مع بعضها البعض.
هناك نوعان من تصاميم قشارات دواعم السن:
- قشارة المنجل الأمامي مصممة للاستخدام على الأسنان الأمامية. [4] عادةً ما يتم بناؤها بنهاية عمل واحدة وتصنف على أنها أدوات ذات طرف واحد. بالإضافة إلى ذلك، يمكن دمجها لإنتاج أداة ذات طرفين مع نهايتي عمل على كلا الجانبين.
- يمكن استخدام قشارة المنجل الخلفي على كل من الأسنان الأمامية والخلفية.   تم تصميم نهايات العمل لتكون صورًا متقابلة لبعضها البعض، لذلك، يتم الجمع بين اثنين من قشور المنجل الخلفي لإنتاج أداة ذات طرفين.

## التقنيات
عندما يتعلق الأمر بعلاج اللثة، هناك عدة خطوات مطلوبة قبل تفعيل ضربة عمل مناسبة على الأسنان.  أولاً، يجب تعديل مسكة القلم قبل بدء استخدام أدوات اللثة ؛  يتضمن هذا الوضع وضع الإبهام والسبابة على مقبض الأداة، والإصبع الأوسط على الساق، والخنصر محايدة ومسترخية بالقرب البنصر.  من خلال تثبيت أدوات اللثة بهذه الطريقة، فإنه يسمح بالتحكم الدقيق في الأداة، والكشف الفعال عن المناطق الخشنة على بنية السن (أي القلح أو تشريح الأسنان غير المنتظم) ، ويقلل من الضغط العضلي للطبيب.
فضلًا عن ذلك، هناك العديد من الخصائص لضربة إزالة القلح والتي تشكل أهمية بالغة لأدوات اللثة ؛  وتشمل: التثبيت والتكيف والزاوية والضغط الجانبي والخصائص، واتجاه الضربة، وعدد الضربات. 
- التثبيت هو الضغط الذي يتم تطبيقه على المقبض بإصبع السبابة والإبهام مع الحفاظ على إصبع نقطة ارتكاز (إصبع البنصر)على سطح السن. [3]
- يتطلب التكيف وضع الطرف الثالث (أول 1-2 ملليمتر) من الوجه الجانبي لنهاية العمل، على اتصال مع بنية السن.
- الزاوية هي العلاقة بين وجه الأداة وسطح السن، من الناحية المثالية 70 درجة -80 درجة عند استخدام قشارة دواعم السن.
- عادة ما يكون الضغط الجانبي معتدلاً إلى ثابت، وتكون الخصائص عبارة عن ضربات قصيرة يتم التحكم فيها. تتضمن اتجاهات الضربات الرأسية والمائلة والأفقية، وكلها تبتعد عن الأنسجة اللينة لتجنب صدمة الأنسجة.
- يقتصر عدد الضربات على أقل عدد ممكن من الضربات اللازمة، ويتم تطبيقه فقط عندما وحيثما يوجد القلح على سطح السن.

بمجرد فهم كل هذه الخصائص، سيقوم الطبيب بتنشيط ضربات اللثة باستخدام قشارة اللثة.
عند إجراء تنضير دواعم السن، يتم تطبيق أدوات الأسنان الأمامية والخلفية باتباع الخطوات التالية.  أولاً، يستقر إصبع الارتكاز على السن لدعم يد الطبيب، ثم عند بدء الضربة، سيضغط الطبيب على إصبع الارتكاز لمزيد من السيطرة.  من الضروري إمالة الساق السفلية من قشارة دواعم السن قليلاً باتجاه سطح السن الجاري العمل عليه للحصول على زاوية صحيحة. وهذا يضمن تحقيق زاوية 70 درجة -80 درجة بين سطح السن ووجه الجهاز. يتم بعد ذلك تسيير الأداة عبر السطح الذي يجري العمل عليه بضربات قصيرة ومتداخلة ومحكومة أثناء الضغط المعتدل. بشكل عام، تتحرك نهاية عمل الأداة بضعة ملليمترات فقط في كل مرة. في نفس الوقت، يجب على الطبيب أن يلف مقبض الأداة للحفاظ على التكيف طوال الوقت، لمنع أي إصابة للأنسجة اللينة. بعد الانتهاء من الضربات لإزالة القلح، قد يستخدم الطبيب بعد ذلك اختبار تقييم، يتميز بضغط خفيف من الريش، للحكم على إزالة رواسب القلح. يتم تكرار هذه الخطوات حتى تتم الإزالة الكاملة للقلح في جميع أنحاء الأسنان .